# 攀登 (麥莉·希拉歌曲)
《攀登》（英語：The Climb）是美國歌手麥莉·希拉的一首歌曲，為2009年孟漢娜電影版的原聲帶的主打單曲，於2009年3月5日由華德·迪士尼唱片發行。歌曲由傑西·亞歷山大和喬恩·馬比創作，由約翰·山克斯製作，其曲風為鄉村流行，樂器編成包括钢琴、吉他和小提琴等，是希拉第一首在鄉村電台發行的歌曲。歌曲的歌詞將人生比作一段艱難但有價值的攀登。 
歌曲獲得了第52屆葛萊美獎最佳電視電影或視覺媒體歌曲的提名。然而，在入圍後，評審表示歌曲不符合獎項規定，歌曲被除名。歌曲在澳大利亞、加拿大、挪威和美國進入了前10.在美國，歌曲在《告示牌》百强单曲榜最高排第4，是2009年數位下載第8多的歌曲。歌曲發行後5個月即被美國唱片業協會認證為三白金唱片。
歌曲的音樂錄影帶由馬修·羅爾斯頓執導，展現了希拉攀登或延遲的鏡頭，中間穿插了孟漢娜電影版的鏡頭。希拉在許多場合現場表演了歌曲。其首次現場演出是在2009年美國總統就職典禮，在這次演出之前，歌曲未曾公開演繹過。此外，希拉還在其奇幻世界巡迴演唱會和吉普赛之心巡回演唱会現場表演了歌曲。《攀登》曾被許多藝人翻唱，是《美國偶像第九季》參賽選手翻唱最多的歌曲，而霍利·卡瓦納在第十一季的翻唱進入了該季度第6名。英國版X音素的創辦人西蒙·高維爾亦選擇《攀登》作為節目第六季獲勝者喬·麥克德里的出道曲目，該版本由Quiz & Larossi製作，於2009年12月14日由赛科音乐發行，在爱尔兰单曲榜和英國單曲榜奪冠。

## 榜單成績與銷售認證
| 榜單（2009年）                       | 最高 排位 |
| ------------------------------------ | --------- |
| 澳大利亚（澳大利亚唱片业协会單曲榜） | 5         |
| 奥地利（Ö3四十强单曲榜）             | 30        |
| 比利时佛兰德（Ultratip榜外單曲榜）   | 11        |
| 比利时瓦隆（Ultratip榜外單曲榜）     | 18        |
| 加拿大（Canadian Hot 100）           | 5         |
| 捷克（電台百強單曲榜）               | 17        |
| 丹麥（Hitlisten单曲榜）              | 37        |
| 法国（法國唱片出版業公會單曲榜）     | 16        |
| 德国（德國官方單曲榜）               | 41        |
| 愛爾蘭（愛爾蘭唱片音樂協會单曲榜）   | 11        |
| 意大利（意大利音乐产业联盟单曲榜）   | 40        |
| 新西兰（新西兰唱片音乐协会单曲榜）   | 12        |
| 挪威（世道單曲榜）                   | 5         |
| 斯洛伐克（電台百強單曲榜）           | 62        |
| 西班牙（西班牙音樂製作協會）         | 46        |
| 瑞典（瑞典最熱榜）                   | 40        |
| 瑞士（瑞士热门音乐榜）               | 40        |
| 英國（官方榜单公司單曲榜）           | 11        |
| 美国（《告示牌》百大單曲榜）         | 4         |
| 美國（《告示牌》成人當代單曲榜）     | 1         |
| 美國（《告示牌》Adult Pop Airplay）  | 5         |
| 美國（《告示牌》热门乡村歌曲榜）     | 25        |
| 美國（《告示牌》Pop Airplay）        | 5         |

| 地區                                  | 认证    | 认证单位/销量 |
| ------------------------------------- | ------- | ------------- |
| 澳大利亚（澳大利亚唱片业协会）        | 2× 白金 | 140,000^      |
| 加拿大（加拿大音乐协会）              | 3× 白金 | 30,000^       |
| 英国（英国唱片业协会）                | 金      | 400,000‡      |
| 美国（美國唱片業協會）                | 4× 白金 | 4,000,000     |
| *僅含認證的實際銷量 ^僅含認證的出貨量 |         |               |

| 榜單（2009年）                       | 排位 |
| ------------------------------------ | ---- |
| 澳大利亞（澳大利亞唱片業協會單曲榜） | 16   |
| 加拿大（加拿大百強單曲榜）           | 10   |
| 紐西蘭（紐西蘭唱片音樂協會）         | 43   |
| 英國（官方榜單公司單曲榜）           | 84   |
| 美國（《告示牌》百強單曲榜）         | 21   |

| 榜單（2000年-2009年）                | 排位 |
| ------------------------------------ | ---- |
| 澳大利亞（澳大利亞唱片業協會單曲榜） | 84   |

## 發行歷史
| 地區 | 日期          | 形式   |
| ---- | ------------- | ------ |
| 德國 | 2009年4月24日 | CD單曲 |

## 外部連結
- YouTube上的《攀登》音樂錄影帶